# Jo Hartley
Joanne Victoria Hartley (nacida el 12 de marzo de 1972) es una actriz inglesa nacida en Oldham, Lancashire, que ha aparecido en las películas The Young Victoria, Eddie the Eagle, Slaughterhouse Rulez y Torvill & Dean y en la serie de televisión británica This is England, Not Safe For Work, After Life, Bliss, In My Skin, Sweetheart (2021) y Bank of Dave en 2023.

## Primeros años
Hartley se crio en una familia de clase trabajadora, asistiendo a la escuela North Chadderton en Chadderton, en el distrito metropolitano de Oldham, Greater Manchester, Inglaterra. Comenzó a actuar a la edad de 11 años en la producción de su escuela de The Sound of Music como Gretel Von Trappe. Luego se unió a Oldham Theatre Workshop, desarrollando sus habilidades de actuación hasta la edad de 17 años, cuando dejó de actuar para trabajar en British Aerospace (BAe) en un programa de capacitación para jóvenes donde trabajó como secretaria en la oficina durante dos años hasta dejar BAe para unirse a Japan Airlines como auxiliar de vuelo.
Cuando tenía veinticinco años, Hartley dejó la industria de la aviación para seguir una carrera como actriz. Hartley regresó a Inglaterra, en Londres estudiando en el Questors Theatre en Ealing, donde estudió actuación del método y el Sistema Stanislavski hasta que consiguió su primer papel cinematográfico en la película de suspenso y drama criminal dirigida por Shane Meadows en 2004 Dead Man's Shoes como 'Marie'.

## Carrera
Hartley ha aparecido en muchas producciones británicas, incluidas películas como Northern Soul y Me and Her, ambas en 2004; Terra Firma y Flushed en 2008; y The Crossing, Janet and Bernard y I Don't Care en 2014. Hartley ha sido actriz de carácter en muchas películas y series de televisión desde 2004, con sus papeles más notables en This Is England '86, This Is England '88 y This Is England '90, la miniserie de televisión de seguimiento de la película. En películas, Hartley ha aparecido en This Is England (2006) como Cynthia, y en el largometraje The Young Victoria en 2009, con Emily Blunt y Rupert Friend.
En 2016, Hartley apareció como Janette, la madre de Eddie en la película Eddie the Eagle, apareciendo junto a Taron Egerton y Hugh Jackman. Coprotagonizó la serie Bliss de David Cross junto a Heather Graham como una de las dos socias de un escritor de viajes fraudulento. Hartley también apareció en la comedia de terror Slaughterhouse Rulez, junto a Asa Butterfield y Simon Pegg.
Después de un exitoso episodio piloto, Hartley interpretó el papel de la madre de Bethan, 'Katrina', que sufre de trastorno bipolar en la serie de la BBC In My Skin, que se emitió en BBC1 en 2020. En abril de 2020, Hartley regresó como June en la segunda serie de After Life de Ricky Gervais.
En enero de 2021, Hartley se unió al jurado del premio Rising Star de los EE British Academy Film Awards para seleccionar la lista de finalistas para el premio de 2021, junto con Alicia Vikander, Naomi Ackie y varias otras figuras destacadas de la industria. En septiembre de 2021, Hartley interpreta al personaje principal en la película de comedia británica Swede Caroline, la primera para Deadbeat Studios. En noviembre de 2021, Hartley fue nominada al premio BIFA a la mejor actriz de reparto por su interpretación de Tina en la película dramática británica Sweetheart dirigida por Marley Morrison.
En diciembre de 2021, Hartley apareció como invitada en el especial de Mandy de la BBC: We Wish You A Mandy Christmas junto a Diane Morgan y Johnny Vegas.
En 2023, Hartley interpretó a 'Nicola', esposa del banquero de Burnley Dave Fishwick (interpretado por Rory Kinnear) en la película Bank of Dave, estrenada en Netflix en enero de 2023.

## Filmografía

### Películas
| Año  | Título                           | Papel           |
| ---- | -------------------------------- | --------------- |
| 2004 | Dead Man's Shoes                 | Marie           |
| 2004 | Northern Soul (cortometraje)     | Jo Sherbert     |
| 2004 | Me and Her (cortometraje)        | Coleen          |
| 2006 | This Is England                  | Cynthia         |
| 2007 | Bigboy_74 (cortometraje)         | Mujer           |
| 2008 | Terra Firma (cortometraje)       | Debbie          |
| 2008 | Flushed (cortometraje)           | Mrs Mop         |
| 2009 | The Young Victoria               | Landlady        |
| 2010 | Soulboy                          | Monica          |
| 2011 | Inbred                           | Kate            |
| 2011 | At Dusk (cortometraje)           | Mujer           |
| 2012 | Up There                         | Margaret        |
| 2012 | When the Lights Went Out         | Jeanette        |
| 2012 | Ill Manors                       | Carol           |
| 2014 | The Crossing (cortometraje)      | Juliet          |
| 2014 | Janet and Bernard (cortometraje) | Janet           |
| 2014 | I Don't Care (cortometraje)      | Mandy           |
| 2015 | Sea Change (cortometraje)        | [ 19 ]          |
| 2016 | Eddie the Eagle                  | Janette Edwards |
| 2016 | David Brent: Life on the Road    | Pauline Gray    |
| 2016 | Prevenge                         | Midwife         |
| 2016 | Gibberish (cortometraje)         | Mother          |
| 2016 | Access All Areas                 | Libby           |
| 2018 | Slaughterhouse Rulez             | Babs Wallace    |
| 2018 | Torvill & Dean                   | Betty Torvill   |
| 2021 | Sweetheart                       | Tina            |
| 2021 | Swede Caroline                   | Caroline        |
| 2023 | Bank of Dave                     | Nicola Fishwick |

### Televisión
| Año       | Título                  | Papel                           | Notas                                        |
| --------- | ----------------------- | ------------------------------- | -------------------------------------------- |
| 2007      | Recovery                | Vicky Nathan                    | Película de TV                               |
| 2009      | Crying with Laughter    | Karen                           | Película de TV                               |
| 2009      | Casualty 1900s          | Anna Baker                      | 2 episodios                                  |
| 2010      | Pulse                   | Loz Westmoor                    | Película de TV                               |
| 2010      | This Is England '86     | Cynthia                         | 4 episodios                                  |
| 2010      | Moving On               | Natalie                         | 1 episodio                                   |
| 2011      | Waterloo Road           | Laura Taylor                    | 1 episodio                                   |
| 2011      | Stolen                  | April Harris                    | Película de TV                               |
| 2011      | The Jury                | Ann Skailes                     | 5 episodios                                  |
| 2011      | This Is England '88     | Cynthia Fields                  | 3 episodios                                  |
| 2012      | Coming Up               | Mandy Slade                     | 1 episodio: "Postcode Lottery"               |
| 2013      | Law & Order: UK         | Lindsey Donovan                 | 1 episodio                                   |
| 2013      | Privado                 | Sally                           | 3 episodios                                  |
| 2013–2014 | The Mimic               | Jean                            | 11 episodios                                 |
| 2015      | Not Safe for Work       | Angela                          | 6 episodios                                  |
| 2015      | This Is England '90     | Cynthia Fields                  | 4 episodios                                  |
| 2016      | Vera                    | Grace                           | 1 episodio: "Tuesday's Child"                |
| 2018      | Bliss                   | Denise Larkspur                 | 6 episodios                                  |
| 2018–2021 | In My Skin              | Katrina Gwyndaf                 | Protagonista                                 |
| 2019      | Don’t Forget The Driver | Mel                             | Episodio 4                                   |
| 2019      | Temple                  | Profesor Kirby                  | Episodio 5                                   |
| 2020      | Sick of It              | Lillie                          | 1 episodio                                   |
| 2019–2022 | After Life              | June                            | Protagonista, serie 2-3; Recurrente, serie 1 |
| 2021      | The Cleaner             | Maggie                          | 1 episodio 1.6                               |
| 2021      | Das Boot                | Daisy Swinburne                 | Temporada 3, 4 episodios                     |
| 2021      | Mandy                   | Mrs Carter; vendedora de flores | We Wish You a Mandy Christmas                |
| 2023      | Death In Paradise       | Raya West                       | Temporada 12, Episodio 2                     |